# Centro de Arte y Naturaleza Fundación Beulas
El Centro de Arte y Naturaleza Fundación Beulas (CDAN) es un espacio museístico situado en Huesca, España, dedicado al arte contemporáneo. Está dedicado a las relaciones entre arte contemporáneo, naturaleza y paisaje, además de la difusión y estudio de la colección de obras de arte cedidas, previo pago, por el pintor José Beulas.
Fue diseñado por Rafael Moneo Vallés e inaugurado el 27 de enero de 2006. Sus patronos son el Gobierno de Aragón, la Diputación de Huesca y el Ayuntamiento de Huesca.
Desde su inauguración, han dirigido este centro de arte Teresa Luesma Bartolomé (2006-2012), técnico de artes plásticas de la Diputación de Huesca, Antonio González Tolón (2012-2016), exdirector del Centro Dramático de Aragón y máster en Gestión Cultural: Música, Teatro y Danza por el Instituto Complutense de Ciencias Musicales y Juan Guardiola (2016-2021), licenciado en Historia del Arte, máster de Museografía y Exposiciones, especialista en historia del arte contemporáneo, artes visuales, cine y pensamiento contemporáneo. Con experiencia en el campo del comisariado y la gestión artística se ha formado en el IVAM, en el Museo Guggenheim de Nueva York, ha trabajado en centros de arte contemporáneo como ARTIUM, MACBA y Casa Asia. Guardiola accedió al puesto a través de un concurso público, siguiendo las directrices de buenas prácticas del Instituto de Arte Contemporáneo. Desde enero de 2021 la dirección se encuentra vacante, de manera que se desempeñan sus funciones temporalmente desde el Patronato de la Fundación Beulas con la tutela del Museo de Huesca. 

## Exposiciones
Las exposiciones del centro se basan fundamentalmente en líneas de trabajo que evocan las relaciones entre el arte contemporáneo, la naturaleza y el paisaje, así como la figura del artista José Beulas y la colección atesorada en su vida junto con su mujer María Sarrate. En los últimos años ha pivotado también sobre aspectos sociales ligados en la mayoría de los casos a la crisis ambiental.
Durante la primera etapa, bajo la dirección de Teresa Luesma (enero de 2006-febrero de 2012), el eje expositivo del centro giró en torno a sus dos colecciones y a la figura de Rafael Moneo. En primer lugar, la valoración del contenido, de la colección Beulas-Sarrate y de la propia obra de José Beulas mediante una interpretación en el contexto actual, así como el conocimiento más profundo de algunos de los artistas representados. Por otro, la valoración del continente, el edificio realizado por el arquitecto en relación con la escala del paisaje en el que se inserta. Por último, de nuevo el contenido que añade especificidad al espacio museístico, esto es la muestra de todo lo que representan las conexiones entre arte y naturaleza en sus múltiples dimensiones, incluido obviamente el land art. Las exposiciones que se producen en esta época son las siguientes:

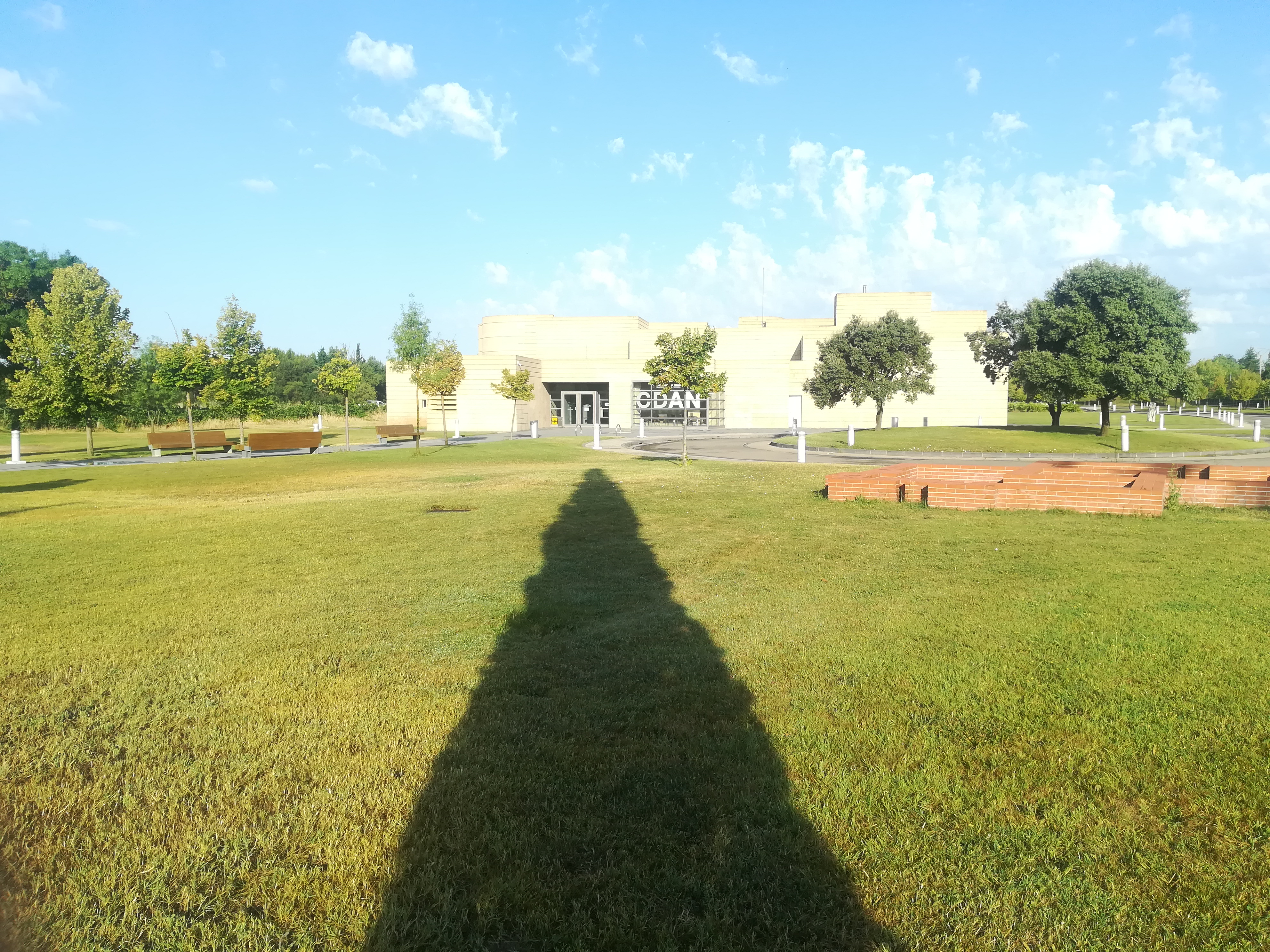
Jardines del CDAN, con la entrada al museo en el fondo

- Una geografía personal, la colección Beulas-Sarrate (2006). Exposición inaugural, que mostró la colección del matrimonio José Beulas y María Sarrate.
- Árboles (2006), del artista portugués Alberto Carneiro, perteneciente al movimiento land art en Europa.
- Rafael Moneo: museos, auditorios, bibliotecas (2006), que ofrecía una amplia panorámica de los proyectos y diseños del arquitecto Rafael Moneo, Premio Pritzker de Arquitectura.
- Las 100 vistas del monte interior. En recuerdo de los antiguos locos (2006). Exposición del artista Vicente Pascual, como homenaje al grabador Hokusai y Las 100 vistas del Monte Fuji.
- Naturalezas silenciosas (2006), muestra que ofrece una mirada contemporánea dividida en cuatro secciones: la esfera doméstica, la vanitas, el exceso o el artificio natural.
- Asomarse al interior 01. Naturalezas muertas en blanco y negro. Espacio R.S.I. / S.I.R. (2007). El artista Fernando Sinaga interpreta la colección Beulas-Sarrate en la sala 2.
- Christiane Löhr. Esculturas, dibujos e instalaciones (2007). Exposición monográfica sobre la artista alemana Christiane Löhr, cuyo trabajo se basa en semillas, ramas y frutos del campo.
- Land art. La primera exposición televisiva de Gerry Schum (2007). Muestra en torno a lo que significó el trabajo de Gerry Schum en 1969 para difundir a los precursores del land art.
- Asomarse al interior 02. Oratorio para el quinto perro (2007). Los músicos Juanjo Javierre y Justo Bagüeste interpretan la colección Beulas-Sarrate en la sala 2.
- Los sueños del espejo (2007). Exposición ligada a la obra fílmica de Carlos Saura, que se desarrolló parcialmente en el CDAN, y que evoca al mundo de los sueños, obsesiones y pensamientos.
- Tercera donación. Colección Beulas-Sarrate (2007). Exposición con las 40 obras que conforman un nuevo legado del matrimonio entre José Beulas y María Sarrate a la Fundación.
- Fallujah (2007). Obra icónica del artista Siah Armajani, que representa simbólicamente la crueldad de la guerra, comparada incluso con el Guernica de Picasso.
- Asomarse al interior 03. Bichos (2007). El escritor Manuel Vilas interpreta la colección Beulas-Sarrate en la sala 2.
- Paisajes esenciales (2007). Exposición colectiva sobre cuatro pintores paisajistas españoles: Godofredo Ortega Muñoz, Benjamín Palencia, Juan Manuel Díaz-Caneja y José Beulas.
- Arte y Naturaleza. Remix Periferias 2007 (2007). Miscelánea de artistas que trabajan con las relaciones en la naturaleza y que conforman un relato dentro del Festival Periferias.
- Asomarse al interior 04. Horizontes de sucesos: también yo me desplazo hacia el vacío. ¿Qué otra cosa puedo hacer? (2007). El artista Enrique Larroy interpreta la colección Beulas-Sarrate en la sala 2.
- La vida privada. Colección Josep Mª Civit. Representaciones de la tragedia y la banalidad contemporáneas (2007). Primera exposición en torno al coleccionista Josep Mª Civit.
- Herejías (2008). Retrospectiva del fotógrafo mexicano Pedro Meyer, inaugurada simultáneamente en 100 museos del mundo, entre ellos el CDAN.
- Asomarse al interior 05. Figura del horizonte (2008). El actor, poeta y dramaturgo Mariano Anós interpreta la colección Beulas-Sarrate en la sala 2.
- La desaparición. Travesías del desierto: del Gobi a Atacama (2008). Exposición sobre el viaje en los desiertos de la fotógrafa chilena Magdalena Correa.
- Asomarse al interior 06. "Knock, knock" tras la puerta (2008). El artista Vicente Villarrocha interpreta la colección Beulas-Sarrate en la sala 2.
- Bechtold CDAN. Encuentro con Moneo (2008). Retrospectiva en torno a la obra del pintor alemán Erwin Bechtold, representado en la colección Beulas-Sarrate.
- Asomarse al interior 07. Las novelas pintadas (2008). El escritor Félix Romeo interpreta la colección Beulas-Sarrate en la sala 2.

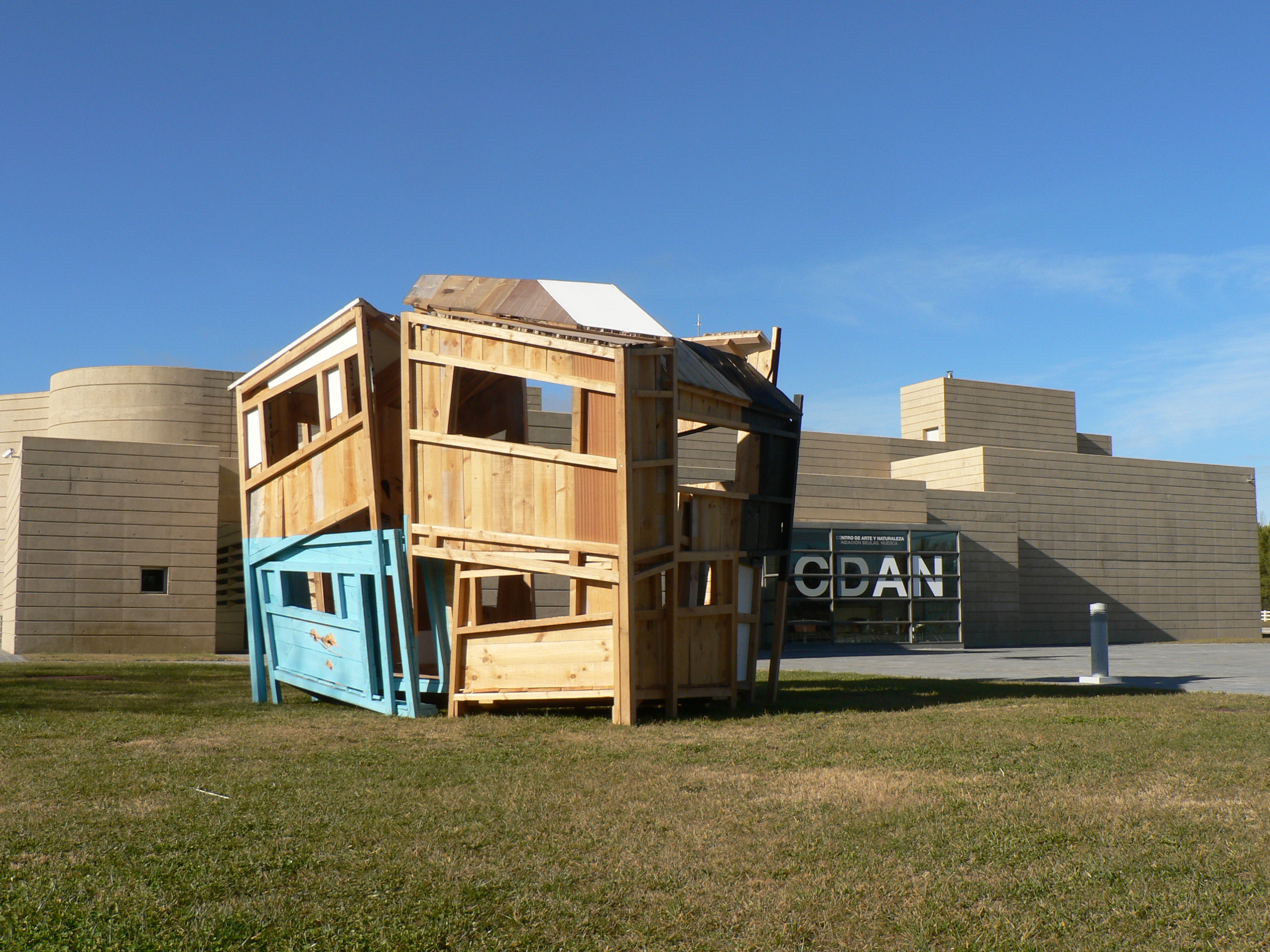
Instalación del artista Isidro Blasco en el CDAN durante la exposición La construcción del paisaje contemporáneo

- La construcción del paisaje contemporáneo (2008). Exposición monográfica que aborda las diferentes aproximaciones en las que se interpreta el paisaje en la actualidad desde las artes.
- Asomarse al interior 08. Aceptaron pintar... aún sabiendo que es más fácil ser bonito (2008). La artista Teresa Salcedo interpreta la colección Beulas-Sarrate en la sala 2.
- Los tiempos de un lugar (2009). Muestra en torno a piezas que exploran la noción del tiempo, con algunos de los precursores del land art como Robert Smithson.
- País de paisajes (2009). Exposición en torno a la obra del fotógrafo francés Bernard Plossu en su recorrido por la provincia de Huesca.
- Abrir horizontes (2009), retrospectiva de la obra paisajera del pintor José Beulas.
- Per Kirkeby (2009), exposición en torno a la figura del artista danés Per Kirkeby, interesado en la pintura y en la escultura por las relaciones del arte con el paisaje.
- True (2010), un viaje del fotógrafo internacional Thomas Joshua Cooper a través de los bordes del mundo en el Océano Atlántico.
- Revolviendo en la basura. Residuos y reciclajes en el arte actual (2010). Una exposición en torno a la mirada artística de los desechos.
- Mensurable (2010), una muestra que repasaba la capacidad de las imágenes para analizar y explorar la realidad de los aspectos científicos de la naturaleza.
- El paisaje en la cabeza (2010), del artista Albert Gusi, que trabaja a caballo entre la fotografía y la performance.
- Museos en el siglo XXI. Conceptos, edificios, proyectos (2011), muestra que recopilaba 27 proyectos arquitectónicos de museos realizados entre 2000 y 2010.
- Botánica. After Humboldt (2011), un viaje expositivo sobre el mundo de las plantas en el arte.
- Lluís Hortalà (2011). Muestra dedicada a la obra del artista catalán.

En la segunda etapa del CDAN, dirigida por Antonio González Tolón (2012-2016), las exposiciones del CDAN giran principalmente en torno a Beulas, la colección Beulas-Sarrate, así como a otros artistas contemporáneos españoles y diversas colecciones de arte públicas y privadas. Las exposiciones que se realizan en esta época son:
- Las vanguardias aragonesas en la colección del Ayuntamiento de Alcañiz (2012), exposición que abarca el periodo artístico entre 1960 y 2007.
- Recorridos por la colección Beulas-Sarrate I (2012), primera parte de un itinerario por algunas de las obras de los fondos del CDAN.
- Confluencias. Diálogos en las colecciones del CDAN (2012), una muestra que propone confrontaciones entre artistas de distintas generaciones que se sirven de un género para expresar lenguajes distintos.
- Paseos por la colección Arte y Naturaleza (2012), que muestran las diferentes ideas de paisaje que animan al arte desde los años setenta a través de obras adquiridas por el CDAN-Fundación Beulas.
- Recorridos por la colección Beulas-Sarrate II (2012), segunda parte de un itinerario por algunas de las obras de los fondos del CDAN.
- Fluido atmosférico (2013), del artista Luis Alcaraz, que presenta un conjunto de fotografías de la transformación meteo-energética mediante la técnica del time-lapse.
- Colección DKV Dibujos (2013), exposición colectiva que recoge algunas de las obras emblemáticas de esta colección privada.
- Paisaje interior, paisaje exterior (2013), del escultor binefarense Mario Molins.
- La naturaleza humana (2013), del escultor zaragozano Carlos García Lahoz.
- Rasgos de identidad (2013), en torno a la colección de arte contemporáneo atesorada por las bodegas ENATE.
- Colección de arte contemporáneo del Ayuntamiento de Tauste (2013). Exposición que repasa los más de 30 años del certamen de artes plásticas de la Villa de Tauste (Zaragoza).
- Arte en pegatinas (2013). Muestra de la colección del Centro de Recuperación de Pegatinas, que abarca 200 piezas desde 1975 hasta la actualidad.
- El arte como transgresión (2013), muestra del artista aragonés Víctor Mira, ampliamente representado en la colección Beulas-Sarrate.
- Paisaje condicionado (2014), del pintor Jordi Forniés.
- Naturalezas de mujer (2014), muestra que repasa la trayectoria de diez artistas aragonesas a través de cuarenta de sus obras.
- Los tapices en la colección Beulas-Sarrate (2014), exposición que mostraba las obras de Carles Delclaux y de Manolo Millares.
- Memoria de una observadora (2014), de la artista navarra Amaia Gracia Azqueta, en torno a la temática pirenaica.
- Imágenes inconformistas. De Juan Gris a Karel Appel (2014), exposición que repasaba a través de la colección Beulas-Sarrate la evolución de la estética figurativa en el siglo XX.
- FABER. Rastreando el lenguaje del paisaje (2014), del artista burgalés José María Álvarez en su tránsito desde escultor de land art a fotógrafo del territorio.
- El jardín entre rejas (2014), exposición póstuma del pintor burgalés Antonio Sanz de la Fuente.
- Una línea de aire hecha con la mirada (2014), exposición en torno a la intervención de land art realizada por el artista Imanol Marrodán en el parque natural de Urkiola.
- Geografía de ecos (2015), de la artista Carla Andrade, con una serie no narrativa que, mediante el paisaje, reflexiona sobre la representación del vacío y el tiempo en el espacio.
- Josep Guinovart. El paisaje intervenido (2015). Una muestra en torno a la relación de las obras de Josep Guinovart, artista representado en la colección Beulas-Sarrate, con la naturaleza.
- Bestiario apócrifo (2015), del artista Mariano Castillo. La exposición recoge diversos grabados de disparatados animales al estilo de los bestiarios de la Edad Media.
- Black Box (2015), del artista multidisciplinar Carlos Cortés, en cuyas obras se recogen y desvelan diversos traumas del pasado.
- ¡Menudo arte contemporáneo! (2015), una mirada desde la infancia al arte en general y a la colección Beulas-Sarrate en particular.
- Taxonomías. El objeto encontrado (2015), exposición en torno a los objetos artísticos diseñados por el artista oscense Vicente García Plana.
- Conciencia perceptiva. Arte concreto español en la colección Escolano (2016), una muestra colectiva en torno al arte óptico y cinético.
- Infinito concreto (2016), exposición monográfica del pintor Joan Soler.
- Escenarios de colección. Colecciones del CDAN (2016), exposición que avanza en la idea del paisaje desde las obras de la colección Beulas-Sarrate hasta la colección Arte y Naturaleza.

En la tercera etapa del centro (2016-2021), dirigida por Juan Guardiola Román, las exposiciones del CDAN se caracterizan por un retorno a la singularidad del centro desde el punto de vista de las relaciones del arte con la naturaleza (land art) desde una perspectiva que va desde los artistas emergentes locales hasta las grandes firmas internacionales. Esto se hace también conjugando muestras que destacan la obra pictórica de José Beulas y de su colección. Entran también en juego otras muestras que intentan poner el acento en aspectos sociales ligados al cambio climático, así como los conflictos en el marco del Antropoceno. Las principales exposiciones de esta época son:

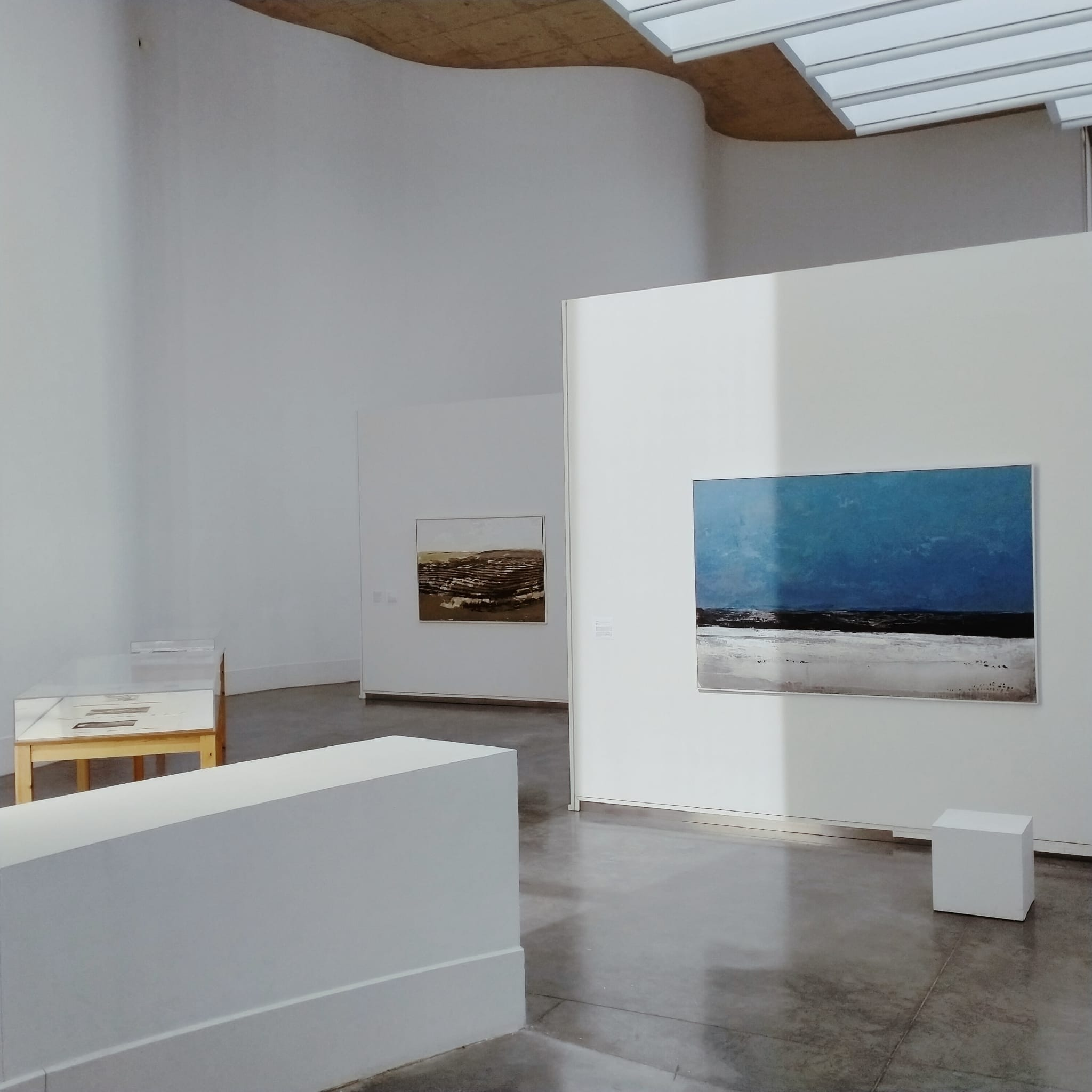
Sala 1 del Centro de Arte y Naturaleza

- Índex Beulas (2016) representa el último homenaje a José Beulas en vida, una retrospectiva a modo de archivo de su vida profesional.
- C.A.D.A., Colectivo de Acciones de Arte (2016). Exposición a partir de una selección de materiales procedentes del archivo y obra C.A.D.A. adquiridos por el Museo Reina Sofía.
- Visiones del desierto (2016), de las artistas y cineastas italianas Yervant Gianikian & Ángela Ricci Lucchi, un diario fílmico de una mujer por el desierto de Argelia en 1931.
- Amazonia. Mundo paraíso perdido (2016), de la artista Virginia Villaplana Ruiz, un recorrido fotográfico por las tierras de la amazónicas.
- Theatrum orbis terrarum (2016), de Abraham Ortelius, como Naturaleza invitada. Primera edición (1570) del que se considera el primer atlas geográfico en el sentido moderno del término.
- Índex natura (2017), una exposición que muestra un conjunto de obras de arte que forman parte de la colección Arte y Naturaleza del CDAN.
- Donación 06. Beulas (2017), muestra que recopila la última donación del pintor pocos meses antes de fallecer, el 3 de agosto de ese mismo año.
- Vapour (2017), del cineasta tailandés Apichatpong Weerasethakul, una evocación de la relación compleja entre el ser humano, la naturaleza y la Historia.
- Vallas de las fronteras de Ceuta y Melilla: Infografías (2017), del Colectivo artístico C.A.S.I.T.A. Un caso de estudio que contrasta grabados del siglo XIX con la realidad actual de las fronteras.
- Camino I. Las sillas (2017), de Bleda y Rosa, como Naturaleza invitada. Obra que se acerca a la memoria de las civilizaciones a través de la fotografía del lugar.
- El borde de una herida. Migración, exilio y colonialidad en el Estrecho (2017). Exposición colectiva en torno al marco natural geopolítico del Mediterráneo.
- Mar negro (2017), del artista Carlos Aires. Se trata de una instalación compuesta por un suelo de maderas que proceden de los restos de cayucos que llegan a las costas españolas.
- Yo no quiero ver más a mis vecinos (2017), del artista cubano Carlos Garaicoa. Una pieza audiovisual que aborda la construcción de un muro de ladrillos para proteger su intimidad de los vecinos.
- Memoria de sueños... (2017), del artista zaragozano Ricardo Calero. Tratado como caso de estudio, presenta las acciones desarrolladas en el mar y las costas del Sur de España.
- Total, por una valla más (2017), del artista Rogelio López Cuenca. Naturaleza invitada. Intervención en forma de cartel que aparece como publicidad de la ciudad con imágenes de una valla fronteriza.
- Caminar, pensar... derivar. Andar como acción estética (2017). Exposición colectiva a través de la obra de artistas que han hecho del caminar su materia artística.
- Exposición vigilada (2017), de Ángel Borrego, una instalación que recrea la posición de una persona vigilada por las calles de Vitoria, en el contexto terrorista a principios del siglo XXI.
- The lovers (2017), de Marina Abramovic, caminata realizada en 1988 por la artista yugoslava por la Gran Muralla China, al encuentro de Ulay, su amante de aquella época.
- Viaje de novios (2017), del artista Javier Codesal. Un audiovisual presentado como caso de estudio, que narra una historia a partir de lugares de especial significado para su pareja de protagonistas.
- Roadworks (2017), de Mona Hatoum. En el espacio Naturaleza invitada, se muestra el trabajo de esta artista palestina, que marcan la traumática experiencia del exilio: el desplazamiento y la destrucción del “hogar”.
- Provincia 53. Arte, territorio y descolonización del Sáhara Occidental (2018). Exposición colectiva que reflexiona sobre este conflicto desde una acepción estética, educativa, política y cultural del concepto "territorio".
- Ciudad de Orión (2018), de Hannsjörg Voth. Escultura, dibujos y fotografías de este proyecto, que fue construido entre 1998 y 2003 en la llanura de Martha, en el desierto de Marruecos.
- Panorama desierto (2018), de Akram Zaatari. Un audiovisual que reflexiona sobre la construcción del concepto de desierto, desde las miradas de Oriente y Occidente.
- Monegros (2018), de Antonio Artero. Una exposición como caso de estudio, en la que se muestran textos del autor donde reflexiona sobre el cine, junto a las notas que escribió relativas a su película Monegros.
- N.S.E.O. (2018), de Valcárcel Medina. Su obra, dentro de la sección Naturaleza invitada, es una pieza sonora realizada originalmente para la población de Bojador en los campamentos de refugiados de Tinduf (Argelia).
- El día del despertar (2018), del artista Mounir Fatmi. Una exposición que incluye una serie de obras que exploran los fundamentos de la historia y la naturaleza social.
- Petrificado (2018), de Carlos Motta. Instalación que reúne fotografías de paisajes de los desiertos de Nuevo México y Arizona, junto a imágenes “históricas” que muestran los encuentros entre indígenas y conquistadores.
- Prólogo al gran desaparecido (2018), de LAV Díaz. Se trata de un vídeo donde se cuestiona la “verdad” conocida y la “historia” escrita sobre la revolución y la independencia de su país, Filipinas.
- Margen de error: ¿cómo se escribe occidental? (2018), del colectivo artístico Declinación Magnética.
- Hermic Films (2018). Dentro de la sección Naturaleza invitada se muestra el archivo de Hermic Films, que constituye uno de los mayores archivos fílmicos sobre cine colonial español.

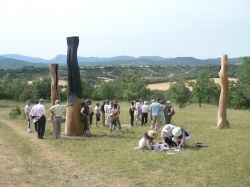
Visita a la obra de land art Three sun vessels for Huesca, del artista británico David Nash. Colección Arte y Naturaleza

- Territorios que importan (2018). Muestra colectiva dedicada a explorar, de una forma más amplia, la relación entre el arte contemporáneo, la naturaleza y las cuestiones de género.
- Cuerpo de tierra (2018), de la artista cubana, exiliada en Estados Unidos, Ana Mendieta. La exposición describe su particular aproximación a la práctica del arte en la que incorporaba su figura al paisaje natural.
- Hanabi-ra (2018), de la artista japonesa Tabaimo. En este vídeo de animación, un hombre desnudo se convierte en el lienzo para realizar un tatuaje de cuerpo entero con motivos naturales.
- Grafías de luz (2018) de la artista oscense Mapi Rivera Contiene sus obras Heliosis del Solsticio Invierno V (Llanos del Hospital de Benasque) y Heliosis del Solsticio Verano VIII (Cala de Sanitja, Menorca).
- Performances II (2018), de Rebecca Horn. Presentada en la sección Naturaleza invitada, su obra muestra las acciones desarrolladas con el cuerpo a través de extensiones corporales acolchadas y vendas protésicas.
- Beulas y la esencia del paisaje (2019). Homenaje póstumo a la figura del pintor José Beulas, a través de 50 obras pertenecientes a la colección del CDAN, al Ayuntamiento de Santa Coloma de Farnés y otras colecciones públicas y privadas.
- Beulas: fondo (2019). Muestra de una parte de la colección que atesoró el matrimonio Beulas-Sarrate a lo largo de su vida, junto con documentos ligados a ella.
- Aún pinto. Beulas: retrato a los 95 años (2019). Documental realizado por la artista Sally Gutiérrez meses antes del fallecimiento del artista.
- Volando (2019), del arquitecto y piloto Alfonso Torres, que ha construido series fotográficas a partir de vuelos cenitales sobre campos cultivados, generando paisajes geométricos.
- La terre bleue (2019), de Yves Klein (2019). Dentro de la sección Naturaleza invitada, se muestra un globo terráqueo de su serie sobre “Relieves Planetarios”.
- Otros campos: arte, sociedad y fútbol (2019). Exposición que medita sobre el fútbol en sus diferentes acepciones (deporte, entretenimiento o economía), su representación en el arte contemporáneo y su influencia social.*
- Zidane: un retrato del siglo XXI (2019), de Douglas Gordon y Philippe Parreño. Vídeo-instalación realizada en torno al futbolista Zinedine Zidane en el año 2005.
- Berlin-Barcelone, 1999 (2019), de Ann Veronica Janssens. Vídeo, donde la artista se apropia de imágenes de un partido de la Liga de Campeones que nunca debió jugarse por la niebla, pero que se llevó a cabo absurdamente debido a intereses económicos.
- Hoyos, panzas, brazos y carnes (2019), de Asunción Molinos Gordo. En el marco de la Naturaleza invitada, la obra reflexiona sobre una tragedia sucedida en 2012 en Egipto a partir del enfrentamiento de los hinchas del fútbol.
- Cielos abiertos: arte y procesos extractivos de la tierra (2019). Muestra colectiva que reflexiona sobre el impacto de la industria minera en la tierra, el paisaje, el medio ambiente y la sociedad.
- El tráfico de la tierra (2019), un proyecto de Ignacio Acosta, Louise Purbrick y Xabier Ribas. Investigación que documenta el movimiento de la riqueza mineral de Chile y su incorporación a los mercados globales y paisajes europeos.
- Mina (Mine) (2019), de William Kentridge. Obra de animación inspirada en Soho Eckstein, magnate, promotor e industrial de Johannesburgo. La obra describe las diferencias entre la vida en la superficie y en el subsuelo de la mina.
- La plata y la cruz (2019), del artista Harun Farocki. Dentro de la sección Naturaleza invitada, se ofrece un vídeo en el que se enfrentan las imágenes pictóricas de Potosí en el siglo XVIII a las vistas actuales.
- En las minas (On the mines) (2019), del fotógrafo David Goldblatt. Serie de imágenes que documenta las estructuras, los sistemas de trabajo y las condiciones de vida de las minas de oro y de platino de Sudáfrica.
- Paisaje interior: un viaje a las colecciones del CDAN (2020). Exposición sobre una mirada renovada hacia el CDAN y sus colecciones, fomentando el estudio de las relaciones entre arte y naturaleza, en el contexto contemporáneo.
- Rafael Moneo. Paisaje y arquitectura (2020). Una mirada al proceso de diseño y construcción del edificio y jardines donde se ubica el CDAN, realizado por el arquitecto Rafael Moneo.
- Viaje de novios (2020), del artista Javier Codesal. Audiovisual que narra una historia a partir de lugares de especial significado para su pareja de protagonistas.
- Open seed (2020), del artista Enrique Radigales. Dentro de la Naturaleza invitada, producción realizada para la convocatoria del CDAN Un jardín, una idea (2007) y que juega con la idea de las semillas abiertas y del código abierto.
- Wooden boulder (2020). Exposición sobre el libro de artista del artista galés David Nash, uno de los precursores del movimiento land art en Europa, y que muestra el viaje de una gran esfera de madera por un río hasta el mar.

## Colecciones
El CDAN cuenta con dos colecciones:

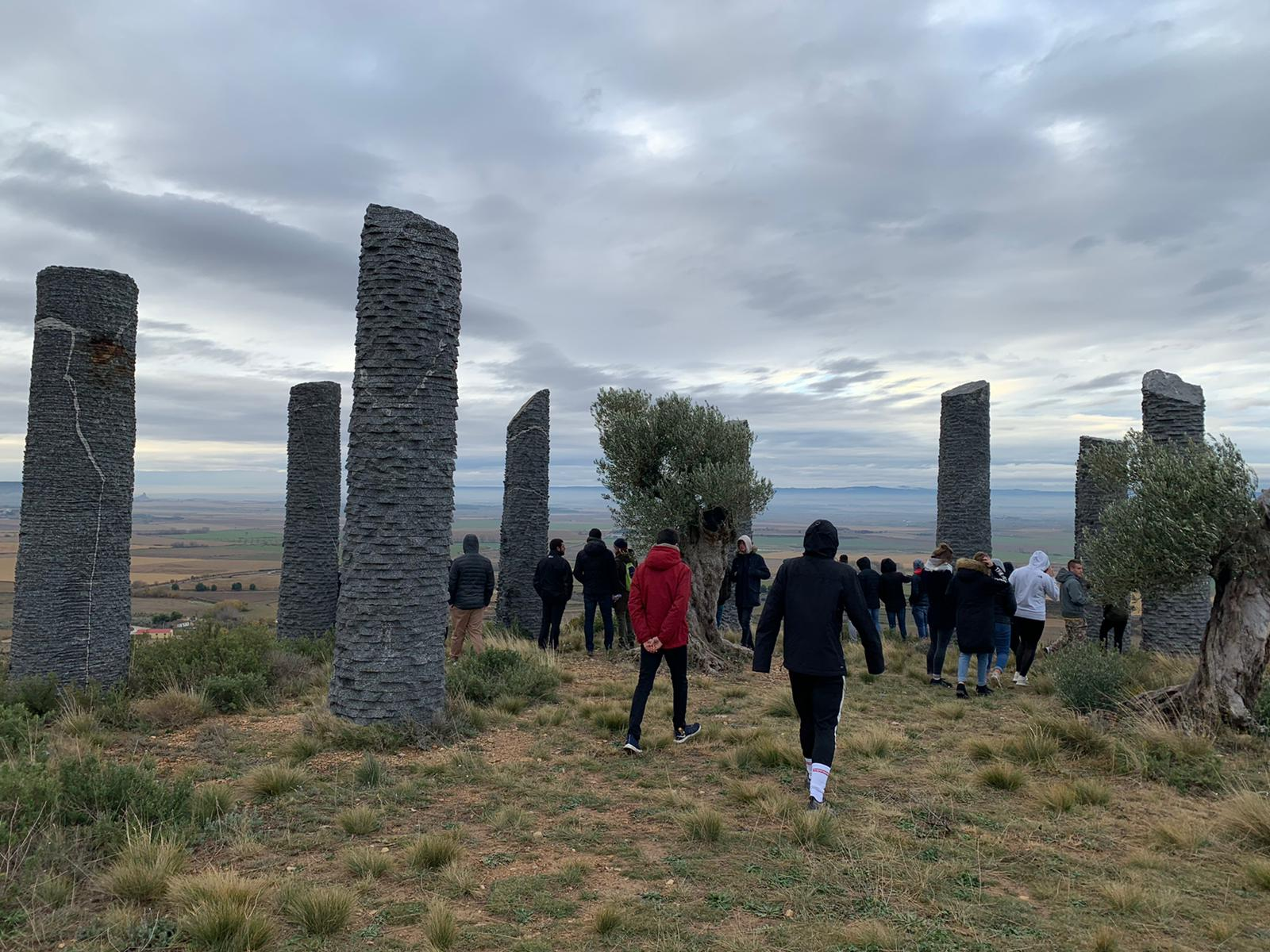
Visita a la obra Árboles como arqueología, del artista Fernando Casás, en el municipio de Piracés (Huesca). Colección Arte y Naturaleza

- La Colección sobre Arte y Naturaleza, que se encuentra diseminada por distintos paisajes de la provincia de Huesca. Parte del programa Arte y Naturaleza de la Diputación Provincial de Huesca. Se trata de intervenciones artísticas en la naturaleza llevadas a cabo por artistas reconocidos internacionalmente y que trabajan en el campo del Land Art. Hasta 2010, habían participado en esta colección Richard Long (1994), Ulrich Rückriem (1997), Siah Armajani (2000), Fernando Casás (2003), David Nash (2005), Alberto Carneiro (2006) y Per Kirkeby (2010). Las intervenciones se hallan aisladas en diferentes entornos de la provincia de Huesca, si bien los jardines del CDAN acogen dos obras de Ulrich Rückriem y Per Kirkeby. Esta colección en el paisaje se complementa con un fondo de arte, que el propio centro de arte ha ido adquiriendo: se trata principalmente de fotografías y vídeos de artistas contemporáneos que trabajan en la línea temática del paisaje. Por ejemplo, cuenta con una colección de fotografías de paisaje de Bernard Plossu, uno de los artistas de la imagen más reconocidos a nivel internacional.

- La Colección Beulas-Sarrate, conjunto de obras de arte donadas por José Beulas y su esposa, María Sarrate. Consta de pinturas, esculturas y dibujos de artistas representativos del arte del siglo XX. Entre otros, están representados Juan Gris, Antonio Saura, Manolo Millares, Pablo Serrano, José Manuel Broto, Antoni Tàpies, José Carrilero, Benjamín Palencia, Godofredo Ortega Muñoz, Salvador Victoria, o Víctor Mira.

## Formación e investigación
Además de su actividad expositiva, el CDAN desarrolló un ciclo de cursos bajo el título de Pensar el paisaje, dirigidos por Javier Maderuelo, catedrático de Arquitectura del Paisaje de la Universidad de Alcalá de Henares. De este ciclo se guardan las actas de sus cinco ediciones, Paisaje y pensamiento (2006), Paisaje y arte (2007), Paisaje y territorio (2008), Paisaje e historia (2009) y Paisaje y patrimonio (2010) que, en su conjunto, se convierten en literatura de referencia sobre el paisaje contemporáneo. De la misma manera, entre los años 2006 y 2012 se editaron los diferentes catálogos de las exposiciones donde, algunos de los títulos, como La construcción del paisaje contemporáneo constituyen una panorámica sobre el estado de la creación artística en el campo de arte y naturaleza o Land Art. Tras una etapa (2012-2016) en la que el CDAN no editó ninguna publicación, en los últimos años han salido a la luz los catálogos El día del despertar (The day of Awakening) (2019), del artista Mounir Fatmi y Les Pyrénées à l'assaut du château (2020), de los artistas Enrique Carbó y Didier Sorbé, en coproducción con el Musée National et Domaine du Château de Pau (Francia).

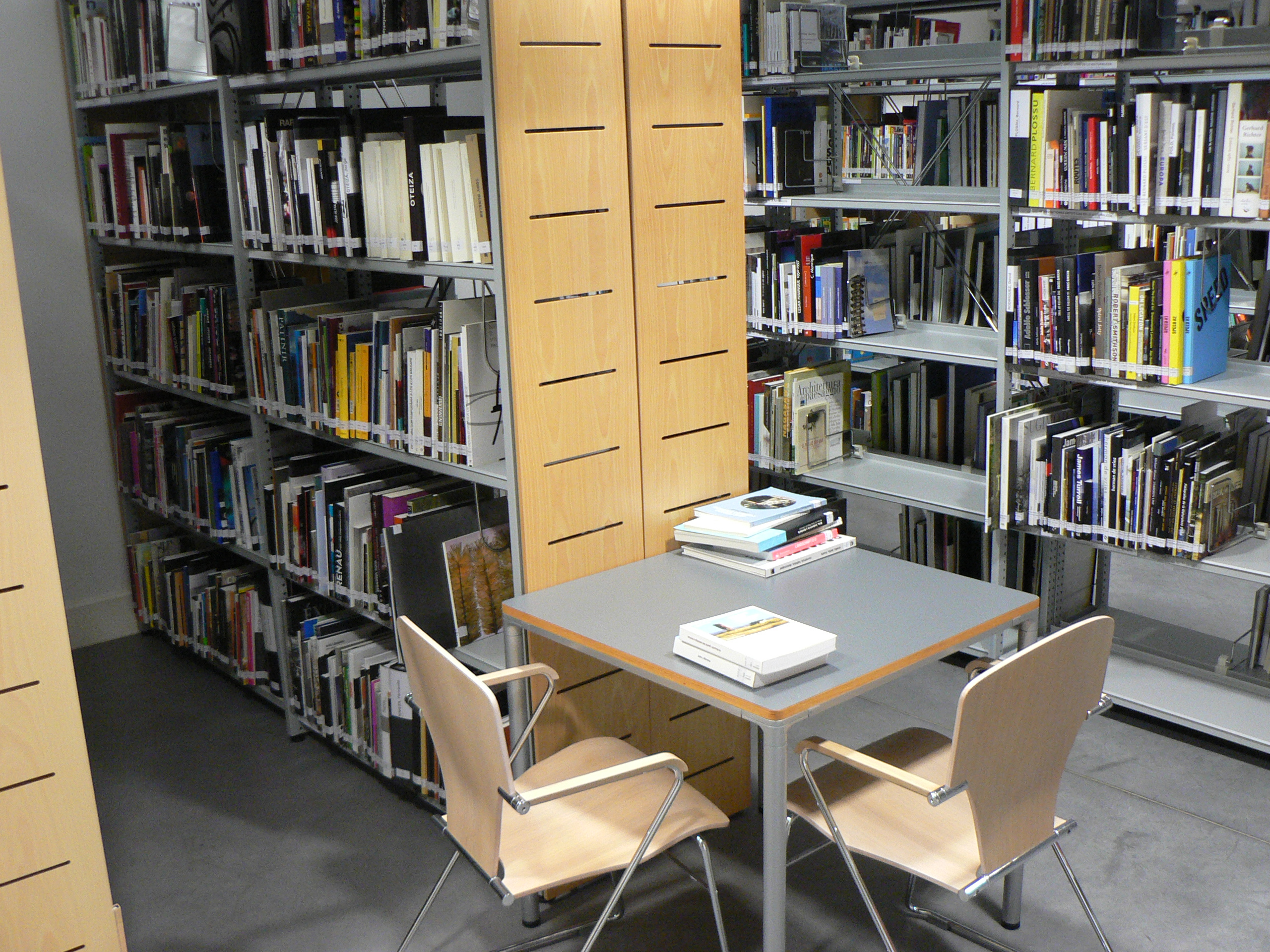
Sala de depósito del INDOC, Centro de investigación, documentación y cooperación del CDAN

El CDAN cuenta asimismo con un centro de investigación especializado en Land Art y en los artistas representados en la colección Beulas-Sarrate. Con el nombre de INDOC, Centro de Investigación, Documentación y Cooperación, cuenta con cerca de 6000 volúmenes y una comunidad de más de 1900 personas asociadas de todo el mundo, interesadas en el trabajo artístico en torno a las relaciones entre arte, naturaleza y paisaje. Este centro realiza habitualmente diversos programas de formación e investigación en torno al land art a escala nacional e internacional y edita boletines especializados en investigación sobre la materia. Este centro forma parte de RECIDA, Red de Centros de Información y Documentación Ambiental, y de El Cubo Verde, Espacios de Arte en el Campo.
El Área de Didáctica ha venido realizando diferentes programas para diversos públicos. Durante los primeros años del centro de arte, hasta su desaparición como departamento en 2012, generó el Club CDAN, dirigido principalmente a público infantil y juvenil. Otras de las acciones más allá de las propias visitas guiadas a las exposiciones y colecciones en la naturaleza, han sido la participación activa en dos publicaciones: por un lado, la Guía didáctica Arte y Naturaleza (editada por el CDAN en 2010) y Arte contemporáneo y educación especial (actas coeditadas entre el CDAN, el Centre d'Art La Panera y Es Baluard). Asimismo, ha desarrollado talleres específicos con artistas y profesionales del paisaje como Miguel Ángel Moreno Carretero, Bárbara Fluxà o Jorge Raedó, entre otros.
Otras actividades en el campo de la investigación se han desarrollado mediante diferentes convocatorias de apoyo (todas ellas activas hasta 2012) como las Becas de investigación María Sarrate, en torno a las colecciones del centro de arte, las Ayudas a la investigación Pensar el paisaje o el Concurso de piezas audiovisuales Instantes del paisaje.